# محافظة تشا فينه
محافظة تشا فينه  ( بالفيتنامية : Trà Vinh ) هي إحدى محافظات فيتنام. وتقع في دلتا ميكونغ.

## أعلام
- سون سين
- سون نغوك ثانه